# Heřmanov (Teplá)
Heřmanov (németül Hermannsdorf) Teplá településrésze Csehországban a Karlovy Vary-i kerület Chebi járásában. Központi községétől 4.5 km-re délkeletre fekszik. A 2001-es népszámlálási adatok szerint 25 lakóháza és 46 lakosa van.